# سهم العلامة التجارية
سهم العلامة التجارية تشير إلى آثار التسويق أو النتائج التي تؤول إلى منتج مع اسمه التجاري مقارنة مع تلك التي يمكن أن تتحقق إذا كان نفس المنتج لم يكن لديه اسم العلامة التجارية  وفي جذور هذه الآثار التسويقيه هو مدى معرفة المستهلكين. وبعبارة أخرى، معرفة المستهلكين عن العلامة التجارية يجعل المصنعين / المُعلِنين يستجيبون بشكل مختلف أو اعتماد تدابير بارعه ملائمة لتسويق العلامة التجارية  دراسة سهم العلامة التجارية متزايد الشعبية حيث أن بعض باحثي التسويق استنتجوا وخلصوا إلى أن العلامات التجارية هي واحدة من أكثر الأشياء الموجودات ذات قيمة التي تمتلكها أي شركة 

## القياس
هناك طرق عديدة لقياس علامة تجارية.  بعض مناهج القياسات على مستوى الشركة والبعض على مستوى المنتج وما زال البعض الآخر على مستوى المستهلكين.
مستوى الشركة  : مناهج مستوى الشركة يقيس العلامة التجارية كأصول ماليه. وباختصار، الحساب المحرز فيما يتعلق حول إلى أي مدى العلامة التجارية جديره باعتبارها موجودات غير ملموسة (محسوسه). على سبيل المثال، إذا كنتم موجودين لتأخذوا قيمة الشركة وعلى النحو المستمد من قيمتها الرأسمالية السوقية—ومن ثم طرح قياس الأصول الملموسه والأصول الغير ملموسه - ما تبقى سيكون سهم العلامة التجارية. [9] ملف واحد لشركه رفيع من حيث مستوى النهج هو عن طريق النهج الثابت من جانب شركة انتربراند الاستشارية. للقيام بحساباتها، انتربراند تقدر قيمة العلامة التجارية على أساس الأرباح المتوقعة مخفضة للقيمة الحالية. معدل الخصم هو معدل ذاتى يتحدد عن طريق انتربراند ومتخصيين الأسهم في سوق الأوراق المالية (Wall Street) ويعكس الصورة الجانبيه للمخاطر وقيادة السوق والأستقرار والوصول إلى العالمية للعلامه التجارية 
''مستوى المنتج  : مستوى قياس العلامة التجارية للمنتج الكلاسيكى مثال لمقارنة السعر لأي اسم أو علامة منتج خاصة إلى ما يعادل المنتجات ذات العلامات التجارية. الفرق في السعر، على افتراض أن كل شيء متساوى، ويرجع ذلك إلى العلامة التجارية  في الآونة الأخيرة نهج قسط الإيرادات قد أويد 
''مستوى المستهلك  :  يسعى هذا النهج إلى رسم خريطة لذهن المستهلك لمعرفة ما الجمعيات التابعة للعلامة التجارية والتي لدى المستهلك. ويسعى هذا النهج لقياس الوعي (التذكر والاعتراف)، وصورة العلامة التجارية (إجمالي الجمعيات التي تمتلكها العلامة التجارية). الاختبارات وإسقاط التقنيات المجانيه التي تقدمها الجمعيات يشيع استخدامها للكشف عن السمات والمواقف والنوايا للعلامه التجارية سواء كانت ملموسة أو غير ملموسة  العلامات التجارية ذات المستويات الرفيعه من الوعى والقوه، الجمعيات الملائمة والفريده من نوعها يكون أسهم علاماتهم التجارية مرتفعه 
كل هذه الحسابات، في أحسن الأحوال، تقريبية. يمكن أن يحدث فهم أكثر اكتمالاً للعلامة التجارية إذا تم استخدام تدابير متعددة.

## السهم الإيجابي فقط؟
يوجد سؤال مثيرة للاهتمام مطروح، هل يمكن للعلامات التجارية أن يكون سهمها سلبياً؟ من زاوية واحدة، سهم العلامة التجارية لا يمكن أن يكون سلبياً. سهم العلامة التجارية الإيجابى نشأ عن طريق تسويق فعال بما في ذلك عن طريق الدعاية والعلاقات العامة والترويج. يوجد منظور ثاني يرى أنه يمكن وجود سهم سلبى. بالبحث في مثال سياسي «العلامة التجارية»، العلامة التجارية «الديمقراطي» يمكن أن تكون سلبية على الحزب الجمهوري، والعكس بالعكس.
أكبر شركة من حيث أسهم علاماتها التجارية، كلما زاد احتمال ان الشركة سوف تستخدم إستراتيجية عائلة (المقصود الجماعيه) العلامة التجارية بدلا من إستراتيجية العلامات التجارية الفردية. ذلك لأن عائلة العلامات التجارية تتيح لهم الاستفادة من السهم المتراكم في جوهر العلامة التجارية. جوانب سهم العلامة التجارية يشمل: ولاء العلامة التجارية والتوعية والجمعيات ومفهوم الجودة.

## أمثلة
في أوائل الألفينيات (2000s) في أمريكا الشمالية، شركة فورد موتور اتخذت قراراً إستراتيجيا لعمل علامه تجاريه (ماركه) لجميع السيارات الجديدة أو التي تم إعادة تصميمها مع الأسماء التي تبدأ ب «أف (F)». هذا يتماشى مع التقاليد السابقة لتسمية جميع السيارات الرياضية متعددة الأغراض منذ فورد إكسبلورر مع الحرف «ئى (E)». ونقلت صحيفة تورونتو ستار عن محلل الذي حذر من أن تغيير الاسم من المعروف جيدا ويندستار (Windstar) إلى فريستار (Freestar) سيؤدي إلى الخلط وتجاهل سهم علامتها التجارية المبني، بينما يعتقد مدير التسويق أن أي تغيير في اسم سيؤدى إلى تسليط الضوء على إعادة التصميم الجديد. سيارة الشيخوخة توروس، والتي أصبحت واحدة من السيارات الأكثر أهمية في التاريخ الأميركي للسيارات سيتم التخلي عنها لصالح ثلاثة أسماء جديدة تماما، وكلها تبدأ ب «أف (F)»، الفايف هاندرد وفريستار وفيوجن. بحلول عام 2007، تم وقف فريستار دون بديل. فايف هاندرد اسم أُلقي به وتوروس أعيدت لأجل الجيل القادم لهذه السيارة في خطوه مفاجأه من جانب آلان مولالي. «فايف هاندرد» كان معترف به من قِبل أقل من نصف معظم الناس، ولكن الأغلبية الساحقة كانت مألوفة مع «فورد توروس».

## وأنظر أيضاً
- إدارة العلامة التجارية
- العلامة التجارية
- مشاركة العملاء
- سهم (توضيح)
- تسويق
- إدارة المنتج
- هندسة معمارية للعلامة التجارية
- تمديد العلامة التجارية
- خيوط التسويق
- اللغة البصرية للعلامة التجارية